# Singuläre Störung
Singuläre Störungen treten in Verbindung mit speziellen Typen parameterabhängiger Probleme auf.
In der klassischen Störungstheorie regulärer Störungen hängt ein gegebenes Problem derart von einem Parameter ab, dass einfache Potenzreihenansätze bezüglich des Parameters genügen, um die Lösung des Problems gut zu approximieren. Ein kompliziertes Problem, dass offenbar nicht regulär gestört ist, sind die
Navier-Stokes-Gleichungen der Strömungsmechanik im Fall großer Reynold-Zahlen. Ludwig Prandtl entdeckte bei Strömungsproblemen die Existenz von Grenzschichten, deren Beschreibung im Rahmen der klassischen Störungstheorie nicht möglich ist.

## Ein Beispiel
Die Randwertaufgabe mit einem kleinen Parameter  {\displaystyle \varepsilon >0}
{\displaystyle \varepsilon u''+u'=-1,\quad u(0)=u(1)=0}
besitzt die Lösung
{\displaystyle u(x,\varepsilon )=-x+{\frac {1-e^{-x/\varepsilon }}{1-e^{-1/\varepsilon }}}.}
Damit gilt für jedes {\displaystyle x>0}
{\displaystyle \lim _{\varepsilon \mapsto 0}u(x,\varepsilon )=1-x}.
Die Funktion {\displaystyle 1-x} ist auch die Approximation, die man mit klassischer Störungstheorie (Potenzreihenansatz) zunächst erhält. Aber  {\displaystyle 1-x} approximiert  {\displaystyle u(x,\varepsilon )} in der Umgebung von  {\displaystyle x=0} schlecht, denn  {\displaystyle u} ist für  {\displaystyle x=0} gleich Null und nicht gleich Eins.  Das bedeutet: bei  {\displaystyle x=0} befindet sich eine Grenzschicht, die Lösung ändert sich für kleine  {\displaystyle \varepsilon } extrem schnell, deutlich werdend auch durch eine große Ableitung bei  {\displaystyle x=0} von der Ordnung  {\displaystyle O(1/\varepsilon ).}

## Die allgemeine Definition
Es sei  {\displaystyle B} ein Funktionenraum mit der Norm  {\displaystyle ||\cdot ||}. Die Funktion  {\displaystyle u_{\varepsilon }:\varepsilon \mapsto u(\varepsilon )\in B} heißt regulär für  {\displaystyle \varepsilon \mapsto 0}, wenn eine Funktion  {\displaystyle u^{*}\in B} existiert mit
{\displaystyle \lim _{\varepsilon \mapsto 0}||u_{\varepsilon }-u^{*}||=0,}
andernfalls singulär.
Ob ein Problem regulär oder singulär gestört ist, hängt auch von der Norm ab, in der man die Approximation misst. Das obige Beispiel ist bezüglich der Maximumnorm singulär gestört, bezüglich der Norm im quadratischen Mittel aber nicht.
Randbedingungen spielen auch eine wichtige Rolle. Betrachtet man das Problem
{\displaystyle \varepsilon u''+u'=-1,\quad u'(0)=u(1)=0,}
so liegt keine singuläre Störung in der Maximumnorm vor. Durch die veränderte Randbedingung steht nun vor dem Grenzschichtterm ein Faktor
{\displaystyle \varepsilon }. Dadurch ist die Ableitung bei {\displaystyle x=0} beschränkt, die Grenzschicht ist schwach.

## Asymptotische Approximationen
Das Grundprinzip asymptotischer Approximationen wird am obigen Beispiel
{\displaystyle \varepsilon u''+u'=-1,\quad u(0)=u(1)=0}
erklärt.
Zunächst konstruiert man eine globale Approximation mit dem Potenzreihenansatz
{\displaystyle u=u_{0}+\varepsilon u_{1}+\varepsilon ^{2}u_{2}+\cdots .}
Einsetzen in die Differentialgleichung und Koeffizientenvergleich ergibt
{\displaystyle u'_{o}=-1,\quad ,u'_{1}=-u''_{0},\quad u'_{2}=-u''_{1},\cdots .}
Dies sind Differentialgleichungen erster Ordnung, es fehlt eine Zusatzbedingung. Sinnvoll erscheint, eine der Randbedingungen zu nehmen, aber welche?
Die Differentialgleichung {\displaystyle \varepsilon u''+u'=0} besitzt das Fundamentalsystem {\displaystyle 1,e^{-x/\varepsilon }}. Da
{\displaystyle e^{-x/\varepsilon }} eine typische Grenzschichtfunktion ist (sie ist lokal bei {\displaystyle x=0} konzentriert und fällt schnell ab),
vermutet man die Existenz einer Grenzschicht bei {\displaystyle x=0} und stellt als Zusatzbedingung für zunächst {\displaystyle u_{0}} die Bedingung {\displaystyle u_{0}(1)=0}. Dies ergibt die erste globale Approximation
{\displaystyle u_{0}=-x+1.}
Nun wird mit einer lokalen Approximation bei {\displaystyle x=0} korrigiert, dass {\displaystyle u_{0}} ja die Randbedingung {\displaystyle u(0)=0} nicht erfüllt.
Dazu führt man eine lokale Variable {\displaystyle \xi } ein durch {\displaystyle \xi =x/\varepsilon }, transformiert die Differentialgleichung entsprechend und setzt für eine lokale Approximation {\displaystyle v}
{\displaystyle v(\xi ,\varepsilon )=v_{0}(\xi )+\varepsilon v_{1}(\xi )+\varepsilon ^{2}v_{2}(\xi )+\cdots .}
Dann genügt {\displaystyle v_{0}} der Differentialgleichung
{\displaystyle {\frac {d^{2}v_{0}}{d\xi ^{2}}}+{\frac {dv_{0}}{d\xi }}=0}.
Hinzu kommen die Randbedingung {\displaystyle (u_{0}+v_{0})(0)=0} und die Abklingbedingung {\displaystyle \lim _{\xi \to \infty }v_{0}(\xi )=0}, die den lokalen Charakter von  {\displaystyle v_{0}} sichert. Es ergibt sich  {\displaystyle v_{0}=-e^{-\xi }} und damit die Approximation erster Ordnung
{\displaystyle u_{as}^{0}=u_{0}+v_{0}=1-x-e^{-x/\varepsilon }.}
Für eine Approximation erster Ordnung kann man zeigen, dass eine Konstante  {\displaystyle C} existiert mit
{\displaystyle |u-u_{as}^{0}|\leq C\varepsilon .}
Approximationen höherer Ordnung verlangen die Berechnung weiterer Terme der angesetzten Potenzreihen.
In der angegebenen Literatur findet man Prinzipien und Beispiele für die Berechnung asymptotischer Approximationen auch bei singulär gestörten partiellen Differentialgleichungen. Leider gelingt die exakte Berechnung von asymptotischen Approximationen eher selten. In einigen Fällen gelingt es aber zumindest, die existierenden Grenzschichten zu lokalisieren und zu beschreiben.

## Numerische Lösung singulär gestörter Probleme
Standardvarianten numerischer Methode, egal ob Finite-Elemente-Methode, Finite-Differenzen-Methode oder Finite-Volumen-Verfahren, sind selten in der Lage, robuste Approximationen der Lösung singulär gestörter Probleme zu liefern. Oft gibt es unerwünschte, unphysikalische Oszillationen in der numerischen Lösung aufgrund zu schwacher Stabilitätseigenschaften. Robustheit verlangt eine gewisse Unabhängigkeit der Qualität der numerischen Lösung von dem kleinen Parameter des singulär gestörten Problems.
Natürlich sind die konkreten auftretenden Probleme noch problemabhängig. Z.B. gibt es bei der Lösung von Randwertaufgaben für Konvektions-Diffusions-Gleichungen wie
{\displaystyle \varepsilon u''+au'+bu=f}
weit mehr Schwierigkeiten als für Reaktions-Diffusions-Gleichungen wie
{\displaystyle \varepsilon u''+bu=f,}
insbesondere im mehrdimensionalen Fall.
Für z. B. Konvektions-Diffusions-Gleichungen wurden etwa für die Finite-Elemente-Methode eine Reihe von Stabilisierungsmethoden entwickelt, die bekannteste ist die Methode der Stromliniendiffusion (s. die Monographie von Roos, Stynes, Tobiska). Für solche Methoden kann man semi-robuste Fehlerabschätzungen beweisen. Das bedeutet, dass die Konstanten in Fehlerabschätzungen vom kleinen Parameter unabhängig sind, aber als Faktor in den Abschätzungen noch Normen der exakten Lösung auftreten (die i.a. von {\displaystyle \varepsilon } abhängen).
In einigen Fällen kann man durch eine asymptotische Analysis die Grenzschichten lokalisieren und für die Ableitungen der Grenzschichtterme präzise Abschätzungen gewinnen. Dann kann man grenzschichtangepasste Gitter verwenden und gegebenenfalls robuste Fehlerabschätzungen beweisen.